# Lista de representantes permanentes da Irlanda nas Nações Unidas
Esta é uma lista de representantes permanentes da Irlanda, ou outros chefes de missão, junto da Organização das Nações Unidas em Nova Iorque.
A Irlanda foi admitida como membro das Nações Unidas a 14 de dezembro de 1955.
| Início | Término | Representante permanente (Chefe de missão) | Cargo                    | Credenciais |
| ------ | ------- | ------------------------------------------ | ------------------------ | ----------- |
| 1956   | 1964    | Frederick Boland                           | Representante permanente | 1956-10-15  |
| 1964   | 1974    | Cornelius Christopher Cremin               | Representante permanente | 1964-04-09  |
| 1974   | 1978    | Eamonn L. Kennedy                          | Representante permanente | 1974-04-12  |
| 1978   | 1980    | Paul John Geoffrey Keating                 | Representante permanente | 1978-11-14  |
| 1980   | 1983    | Noel Dorr                                  | Representante permanente | 1980-09-16  |
| 1983   | 1989    | Robert McDonagh                            | Representante permanente | 1983-09-09  |
| 1989   | 1995    | Francis Mahon Hayes                        | Representante permanente | 1989-09-14  |
| 1995   | 1998    | John H. F. Campbell                        | Representante permanente | 1995-08-30  |
| 1998   | 2005    | Richard Ryan                               | Representante permanente | 1998-09-09  |
| 2005   | 2007    | David Cooney                               | Representante permanente | 2005-10-05  |
| 2007   | 2009    | Paul Kavanagh                              | Representante permanente | 2007-07-25  |
| 2009   | 2013    | Anne Anderson                              | Representante permanente | 2009-09-10  |
| 2013   | atual   | David Donoghue                             | Representante permanente | 2013-09-13  |